# اولین بروشو
اولین بروشو (فرانسوی: Évelyne Brochu‎؛ زادهٔ ۱۷ نوامبر ۱۹۸۳) یک هنرپیشه اهل کانادا است.
از فیلم‌ها یا برنامه‌های تلویزیونی که وی در آن نقش داشته است می‌توان به مدرسه پلی‌تکنیک، خاطره و تام در مزرعه اشاره کرد.